# Bamazomus subsolanus
Bamazomus subsolanus är en spindeldjursart som beskrevs av Harvey 200. Bamazomus subsolanus ingår i släktet Bamazomus och familjen Hubbardiidae. Inga underarter finns listade.